# Sascha Benecken
Sascha Benecken (Suhl, RDA, 14 de febrero de 1990) es un deportista alemán que compite en luge en la modalidad doble.
Participó en tres Juegos Olímpicos de Invierno, obteniendo dos medallas, bronce en Pyeongchang 2018 y plata en Pekín 2022, en la prueba doble (junto con Toni Eggert), y el octavo lugar en Sochi 2014, en la misma prueba.
Ganó dieciocho medallas en el Campeonato Mundial de Luge entre los años 2012 y 2023, y once medallas en el Campeonato Europeo de Luge entre los años 2012 y 2022.

## Palmarés internacional
| Juegos Olímpicos   | Juegos Olímpicos            | Juegos Olímpicos  | Juegos Olímpicos  |
| Año                | Lugar                       | Medalla           | Prueba            |
| ------------------ | --------------------------- | ----------------- | ----------------- |
| 2018               | Pyeongchang (Corea del Sur) | Medalla de bronce | Doble             |
| 2022               | Pekín (China)               | Medalla de plata  | Doble             |
| Campeonato Mundial |                             |                   |                   |
| Año                | Lugar                       | Medalla           | Prueba            |
| 2012               | Altenberg (Alemania)        | Medalla de oro    | Equipo            |
| 2012               | Altenberg (Alemania)        | Medalla de plata  | Doble             |
| 2013               | Whistler (Canadá)           | Medalla de plata  | Doble             |
| 2016               | Königssee (Alemania)        | Medalla de plata  | Doble             |
| 2017               | Igls (Austria)              | Medalla de oro    | Doble             |
| 2017               | Igls (Austria)              | Medalla de oro    | Equipo            |
| 2017               | Igls (Austria)              | Medalla de bronce | Doble (velocidad) |
| 2019               | Winterberg (Alemania)       | Medalla de oro    | Doble             |
| 2019               | Winterberg (Alemania)       | Medalla de oro    | Doble (velocidad) |
| 2019               | Winterberg (Alemania)       | Medalla de bronce | Equipo            |
| 2020               | Sochi (Rusia)               | Medalla de oro    | Doble             |
| 2020               | Sochi (Rusia)               | Medalla de oro    | Equipo            |
| 2021               | Königssee (Alemania)        | Medalla de oro    | Doble             |
| 2021               | Königssee (Alemania)        | Medalla de plata  | Equipo            |
| 2021               | Königssee (Alemania)        | Medalla de bronce | Doble (velocidad) |
| 2023               | Oberhof (Alemania)          | Medalla de oro    | Doble             |
| 2023               | Oberhof (Alemania)          | Medalla de oro    | Doble (velocidad) |
| 2023               | Oberhof (Alemania)          | Medalla de oro    | Equipo            |
| Campeonato Europeo |                             |                   |                   |
| Año                | Lugar                       | Medalla           | Prueba            |
| 2012               | Paramonovo (Rusia)          | Medalla de bronce | Doble             |
| 2013               | Oberhof (Alemania)          | Medalla de oro    | Doble             |
| 2013               | Oberhof (Alemania)          | Medalla de oro    | Equipo            |
| 2016               | Altenberg (Alemania)        | Medalla de oro    | Doble             |
| 2016               | Altenberg (Alemania)        | Medalla de oro    | Equipo            |
| 2017               | Königssee (Alemania)        | Medalla de plata  | Doble             |
| 2018               | Sigulda (Letonia)           | Medalla de oro    | Doble             |
| 2018               | Sigulda (Letonia)           | Medalla de plata  | Equipo            |
| 2019               | Oberhof (Alemania)          | Medalla de plata  | Doble             |
| 2022               | St. Moritz (Suiza)          | Medalla de oro    | Doble             |
| 2022               | St. Moritz (Suiza)          | Medalla de plata  | Equipo            |